# Сюткувек
Сюткувек (пол. Siutkówek) — село в Польщі, у гміні Любане Влоцлавського повіту Куявсько-Поморського воєводства.
Населення — 208 осіб (2011).
У 1975-1998 роках село належало до Влоцлавського воєводства.

## Демографія
Демографічна структура станом на 31 березня 2011 року:
|          | Загалом | Допрацездатний вік | Працездатний вік | Постпрацездатний вік |
| -------- | ------- | ------------------ | ---------------- | -------------------- |
| Чоловіки | 98      | 20                 | 71               | 7                    |
| Жінки    | 110     | 19                 | 63               | 28                   |
| Разом    | 208     | 39                 | 134              | 35                   |